# Vicente del Bosque
Pour les articles homonymes, voir Bosque.
Vicente del Bosque González, 1er marquis de Del Bosque, né le 23 décembre 1950 à Salamanque, est un footballeur international espagnol, évoluant comme milieu de terrain principalement au Real Madrid dans les années 1970 et 1980, puis devenu entraîneur.
Comme footballeur du Real, Vicente del Bosque joue plus de 400 rencontres de Liga, remportant cinq championnats et décrochant 18 sélections en équipe nationale.
Auparavant formateur au club, il est l'entraîneur du Real Madrid de 1999 à 2003, période durant laquelle son équipe termine toujours dans le dernier carré de la Ligue des champions remportées à deux reprises. Il entraîne la sélection espagnole de juillet 2008 à juillet 2016 et lui fait remporter la Coupe du monde 2010 puis le Championnat d'Europe 2012, devenant le deuxième entraîneur de l'histoire à remporter simultanément les tournois planétaire et continental. Il est le seul coach à remporter la Champions League, la Coupe du Monde et l’Euro.

## Carrière de joueur en club

### Débuts en prêts
Né à Salamanque, quatre ans après la fin de la Seconde Guerre mondiale, Vicente del Bosque est issu d'une famille de cheminots syndicalistes. Son père, cheminot, est envoyé en camp de concentration pendant la guerre civile. Il effectue des débuts remarqués avec l'UD Salamanca à 17 ans et marque autant de buts.
Vicente del Bosque est alors recruté à seize ans par le Real Madrid et intègre l'équipe réserve du club déjà le plus titré du football européen. Après deux ans en équipe de jeunes, il est promu en équipe première, mais n'a pas l'occasion de jouer sous le maillot blanc.
Milieu de terrain, Del Bosque est prêté une saison au CD Castellón en 1970 mais connaît plusieurs blessures,.
Vicente del Bosque est ensuite prêté à Cordoue, en compagnie d’autres Merengues comme Fermin et Sanchis. Un choix tout autant sportif, pour obtenir du temps de jeu, que militaire, pour effectuer son service nationale. Vicente alterne donc entre le stade Arcángel et la caserne de Cerro Muriano. Ses débuts se produisent en octobre 1971, pour une victoire 3-1 face à l’Espanyol de Barcelone. Tout juste promus en Liga, les Califas sont immédiatement rétrogradés en Segunda Division. Lors de l’avant-dernière journée, déjà condamné, le club est pourtant le protagoniste du sacre inespéré du Real Madrid. Cordoba reçoit le FC Barcelone, ennemi madrilène et leader qui n'a besoin que d'un point pour être sacré. Titulaire au milieu de terrain des locaux ultra-dominés, Vicente del Bosque assiste à une rencontre dictée par l'arbitre (trois penaltys catalans omis, contre un injustifié et transformé pour Cordoue), une victoire improbable (1-0) et des primes de victoires élevées,. Les Blaugrana perdent ensuite la Liga au profit des Merengues lors de la dernière journée. Vicente del Bosque effectue 19 apparitions pour une réalisation avec les Vert et Blanc.
Il revient ensuite un an au Castellón.

### Titres nationaux avec le Real Madrid
En 1973, del Bosque revient et fait ses débuts au Real Madrid. L'Espagnol occupe le milieu de terrain madrilène aux côtés de Netzer, Velázquez et Pirri.
En 1974, alors que le Real vient d'essuyer une lourde défaite 0-5 en Liga contre le FC Barcelone de Cruyff, les Madrilènes prennent leur revanche en finale du Coupe nationale remportée 4-0.
En 1975-76, le Real et del Bosque atteignent la demi-finale de la Coupe des champions, éliminé par le Bayern Munich.
Lors de la saison 1977-78, pour la première et unique fois dans l'histoire du club, celui-ci ne participe pas à l'une des trois compétitions continentales. La décevante saison 1976-1977 est rattrapée dès l'année suivante par un nouveau titre de champion - le 18e du club.
Le Yougoslave Vujadin Boškov est nommé entraîneur en 1979 et bâtit une équipe de contre-attaque. L'équipe composée d'espagnols est seulement renforcée par l'Allemand Uli Stielike et l'Anglais Laurie Cunningham, recruté pour un montant record. Elle remporte pour sa première saison le doublé Liga-Coupe. En Coupe des champions, le Real Madrid se hisse une nouvelle fois en demi-finale, éliminé par le Hambourg de Kevin Keegan.
Au terme de la saison 1980-81, Vicente de Bosque remporte sa quatrième Copa del Rey pour sa huitième saison avec le Real Madrid et les Madrilènes perdent le championnat à la dernière minute. Del Bosque a 30 ans lorsque Madrid se qualifie pour la finale de la Coupe des champions 1981. Vicente est titulaire lors de la finale perdue face à Liverpool (1-0),.
En 1983, malgré le retour de l'idole Alfredo Di Stéfano sur le banc, le Real termine 2e du championnat et s'incline en finale de la Copa et de la Coupe des coupes face aux Écossais d'Aberdeen.

## Joueur international espagnol
Vicente Del Bosque est appelé en sélection nationale U18 (une sélection), en amateur (une sélection) et olympique (deux sélections).
Del Bosque connaît sa première sélection en équipe d'Espagne de football le 17 avril 1975 contre la Roumanie (1-1).
Il n'est pas retenu pour le Championnat d'Europe 1976, ni la Coupe du monde 1978.
L'Espagne sort vainqueur de son groupe éliminatoire de l’Euro 1980 devant la Yougoslavie et la Roumanie. Elle se qualifie ainsi pour la phase finale du championnat d'Europe des nations 1980, élargie à huit équipes. Del Bosque inscrit son seul but international devant son public de Salamanque au stade El Helmántico, contre Chypre, lors de ces qualifications.
Del Bosque est sélectionné pour la phase finale où l'Espagne est éliminée dès les phases de groupes. Pour son 2e championnat d'Europe en Italie, la Roja termine derniers du groupe 2, avec un seul point, derrière les Belges, les Italiens et les Anglais.
Au niveau international, Del Bosque joue cinq ans pour la sélection espagnole entre 1975 et 1980. Il compte 18 sélections,

## Carrière d'entraîneur en club

### Débuts au Real Madrid
Vicente del Bosque se souvient en 2003 : « Des techniciens comme Miljan Miljanić et Vujadin Boskov m'ont beaucoup influencé et donné envie de devenir entraîneur... ». Immédiatement après sa carrière de joueur, Vicente del Bosque est nommé coordinateur des équipes jeunes du Real Madrid, poste occupé de nombreuses années et où il permet à de nombreux joueurs du centre de formation du Real Madrid d'accéder au football professionnel. Il est nommé entraîneur du Castilla CF, équipe réserve du Real, en 1987. L’ancien milieu de terrain passe plus de dix ans à la formation des jeunes du Real Madrid.
Del Bosque tient alors le rôle d'entraîneur intérimaire dans les années 1990, tenant le rôle avant de céder sa place à un nom plus prestigieux. En 1994, il reste en place pendant quelques mois après avoir accepté à contrecœur le poste d'entraîneur du club madrilène après l'éviction de Benito Floro. Il n'y reste que quelques mois, étant rapidement remplacé par un autre ancien joueur du club, l'Argentin Jorge Valdano.
Il dirige à nouveau le Real Madrid en 1996 pour un seul match, après le licenciement de l'entraîneur Arsenio Iglesias, alors qu'il est l'entraîneur de l'équipe de jeunes.

### Entraîneur principal du Real (1999-2003)
| Saison  | Liga     | Ligue des champions | Autres                                     |
| ------- | -------- | ------------------- | ------------------------------------------ |
| 1999-00 | 5e       | vainqueur           | -                                          |
| 2000-01 | champion | demi-finale         | -                                          |
| 2001-02 | 3e       | vainqueur           | Supercoupe d'Espagne                       |
| 2002-03 | champion | demi-finale         | Coupe intercontinentale et Supercoupe UEFA |

En novembre 1999, le Real Madrid intronise Vicente del Bosque entraîneur principal, après les difficultés rencontrées par l'entraîneur John Toshack, la défaite dans le derbi madrileño et une onzième de la Liga. Del Bosque débute par une victoire 2-3 chez le voisin et leader, Rayo Vallecano, mais enchaîne quatre matches consécutifs sans victoire. En janvier 2000, le Real participe à la première coupe du monde des clubs. Lors de la Ligue des champions 1999-2000, le Real Madrid termine deuxième de son poule dans la seconde phase de groupe, grâce à la différence de but particulière sur le Dynamo Kiev. Vincente fait alors évoluer sa tactique en offrant davantage de liberté aux latéraux Michel Salgado et à Roberto Carlos, au milieu Fernando Redondo et à l'attaquant Raúl, tout en passant à trois défenseurs centraux expérimentés. En fin de saison, l'équipe parvient à se hisser à la cinquième place de Liga, mais non-qualificative pour la Ligue des champions. Mais en phase finale de Coupe d'Europe, après une performance mitigée lors de la deuxième phase de groupes, il élimine le tenant du titre Manchester United à Old Trafford. Après un nul 0-0 au Bernabeu, Del Bosque garde les même joueurs mais recule son milieu défensif, Iván Helguera, à une défense à trois, renforçant ainsi la solidité et libérant ses explosifs latéraux Roberto Carlos et Míchel Salgado. En supériorité en contre-attaque, les Madrilènes mènent 0-3 après moins d'une heure de jeu (2-3). En demi-finale, le Real élimine le favoris Bayern Munich, avant de battre Valence, lors de la première finale entre deux clubs d'un même pays. Ce titre en Ligue des champions, remporté pour la première fois en 32 ans, qualifie pour l'édition suivante en tant que tenant du titre.
Durant l'été, Lorenzo Sanz perd les élections à la présidence contre Florentino Pérez. Lors de la saison 2000-2001, del Bosque doit gérer la transition vers la période des Galactiques et l'incorporation de Luís Figo, ex-capitaine du rival du Barça. L'équipe est championne d'Espagne et atteint les demi-finales de la Ligue des champions, éliminé par le Bayern Munich.
En 2001-2002, après les arrivées de Figo et Makélélé, Del Bosque voit Zidane rejoindre son effectif et le place en meneur de jeu de son 4-1-3-2. L'entraîneur met le gardien emblématique Iker Casillas sur le banc au profit de César Sánchez. Pour ses cent ans, le club perd en finale de la Coupe du Roi contre le Deportivo La Corogne. Casillas est finalement reconduit et participe à remporter la neuvième Ligue des champions du club. Florentino Pérez assure alors : « Si Vicente le veut, il peut entraîner le Real encore quinze ans ».
À l'été 2002, après plusieurs mois de négociations, le Real Madrid recrute l'attaquant Ronaldo. Del Bosque doit faire comprendre à Morientes, joueur important jusqu'à présent, qu'il devient remplaçant. Le Brésilien est immédiatement l'un des meilleurs joueurs de son équipe et termine meilleur buteur du championnat, remporté par Madrid. En C1, après avoir sorti Manchester United, le Real atteint les demi-finales où il est éliminé par la Juventus.
Le contrat de del Bosque n'est pas renouvelé à l'issue de la saison 2002-2003, contre l'avis des joueurs. Alors qu'il gère habilement les ego surdimensionnés de joueurs-stars durant trois ans et demi, l'argument officiel donné par le directeur sportif Jorge Valdano est la souhait de terminer un cycle. Florentino Perez ne le trouve pas suffisamment charismatique pour son Real « Galactique » avec des joueurs comme Figo, Zidane, Ronaldo et Beckham. Le Real atteint chaque année au moins les demi-finales de la Ligue des champions avec Del Bosque à sa tête.
En avril 2005, Vicente del Bosque déclare qu'il ne reviendra jamais au Real comme entraîneur, expliquant être « un homme de principes qui ne fait pas les choses par intérêt. La façon dont (les dirigeants) ont annoncé mon départ à la presse a été des plus blessantes ». Javier Gomez, journaliste à Canal+, témoigne en 2010 : « Il a beaucoup souffert de son éviction du Real, il a même déclaré avoir pleuré. Vu que l'homme n'est pas du genre à exprimer ses émotions, c'est quelque chose de fort qu'il en parle ».

### Passage au Besiktas et Cadix
Après l'Euro 2004 raté par l'Espagne, Vicente del Bosque se voit proposer les rênes de la sélection nationale mais refuse et s'engage en faveur du Beşiktaş. Il ne réussit cependant pas en Turquie et est rapidement licencié, faute de résultats. Licencié de son poste d’entraîneur par le club turc début 2005, quelques mois seulement après sa prise de fonction, le Besiktas est condamné par le Tribunal arbitral du sport à verser une indemnité de 4,91 millions d’euros à Vicente Del Bosque en août 2007.
Il est ensuite nommé en tant que directeur sportif de Cadix (D2, 2007-2008).

## Sélectionneur national espagnol
| Année | Résultat                             |
| ----- | ------------------------------------ |
| 2009  | Coupe des confédérations : 3e        |
| 2010  | Coupe du monde : vainqueur           |
| 2011  | -                                    |
| 2012  | Euro : vainqueur                     |
| 2013  | Coupe des confédérations : finaliste |
| 2014  | Coupe du monde : 1er tour            |
| 2015  | -                                    |
| 2016  | Euro : 8e de finale                  |

### Champion du monde et d'Europe (2008-2012)
En juillet 2008, Vicente del Bosque est nommé sélectionneur de l'équipe nationale d'Espagne pour deux ans, jusqu'au Mondial 2010. Del Bosque est le premier choix d'Angel Maria Villar, président de la Fédération espagnole, et sa nomination fait l'objet d'un consensus quasi-unanime en Espagne. Il succède à Luis Aragonés, qui quitte son poste après quatre ans en poste conclus par la victoire à l'Euro 2008. Décrit comme discret, calme et empreint d'une bonhommie sympathique, del Bosque est l'antithèse de son prédécesseur sanguin, volcanique, provocateur.
Sous sa direction, l'Espagne réalise des éliminatoires de la Coupe du monde 2010 exemplaires : dix victoires en autant de matches,, 28 buts marqués pour cinq encaissés. Débuté sous le mandat de Luis Aragonés, le jeu en possession de l'équipe d'Espagne s'intensifie. Depuis sa prise de poste en 2008, l'Espagne ne perd qu'une seule fois : 0–2 face aux États-Unis en demi-finales de la Coupe des confédérations 2009.
Pour la Coupe du monde 2010, Del Bosque sélectionne les jeunes Sergio Ramos, Gerard Piqué, Sergio Busquets, Pedro, Cesc Fàbregas et David Silva. L'Espagne domine mais perd 0-1 face à la Suisse en ouverture,, sa deuxième défaite. Del Bosque comprend par ce revers qu’il doit apporter davantage de variation dans le jeu offensif. À la suite de cet échec, la Roja effectue un parcours minimaliste ponctué de cinq victoires avec un but d'écart,. En finale, le 11 juillet, la sélection dirigée par del Bosque rencontre les Oranje néerlandais et devient championne du monde sur un but d'Andrés Iniesta. Sélectionneur champion du monde le plus âgé avec 59 ans, Vicente del Bosque devient alors le deuxième entraîneur à réaliser le doublé Ligue des champions et Coupe du monde, après Marcello Lippi, le précédent sélectionneur à avoir gagné la Coupe du monde.
En 2010-11, Del Bosque appele à l'union sacrée entre le FC Barcelone et le Real Madrid, chauffés à blanc après une série de clasicos électriques. Grâce à ses lieutenants loyaux et capitaines respectifs des deux clubs, le gardien de but madrilène Iker Casillas et le meneur de jeu barcelonais Xavi, le calme est revenu. Le 7 juin 2011, l'Espagne bat le Venezuela ce qui permet à Del Bosque de devenir le sélectionneur ayant gagné le plus de rencontres avec l'Espagne (39), devançant son prédécesseur Luis Aragonés. Au terme de la saison 2011-2012, de nouveau marquée par les rivalités entre Barcelonais et Madrilènes, del Bosque prévient notamment que le Catalan Gerard Piqué et le Galactique Sergio Ramos, composant la défense centrale de l'équipe d'Espagne, « sur le terrain, ils devront s'entendre ».

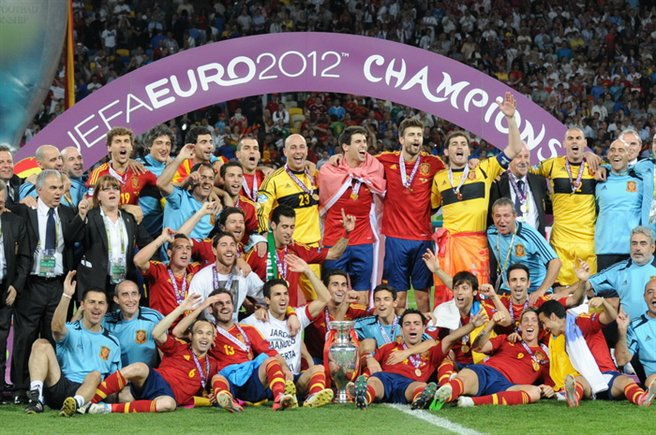
L'Espagne sacrée lors de l'Euro 2012.

À l'Euro 2012, l'Espagne de Vicente del Bosque évolue parfois sans attaquant de métier, titularisant Cesc Fabregas à la pointe de l'attaque ibérique. Elle n'encaisse qu'un seul but durant le tournoi, quitte à renier sur son jeu basé sur une circulation de balle fluide. Le 1er juillet 2012, l'équipe de Vicente del Bosque remporte le Championnat d'Europe contre l'Italie en finale par 4 à 0. Le sexagénaire rentre ainsi un peu plus dans la légende du football en devenant le premier entraîneur de l'histoire à gagner les trois titres les plus prestigieux, à savoir la Coupe du monde, le Championnat d'Europe et la Ligue des champions. Il devient ainsi le deuxième entraîneur de l'histoire du football à remporter simultanément les tournois planétaire et continental après Helmut Schön. Andrés Iniesta et consorts réalisent le triplé Euro-Coupe du monde-Euro inédit.

### Poursuite sans résultat (2013-2016)

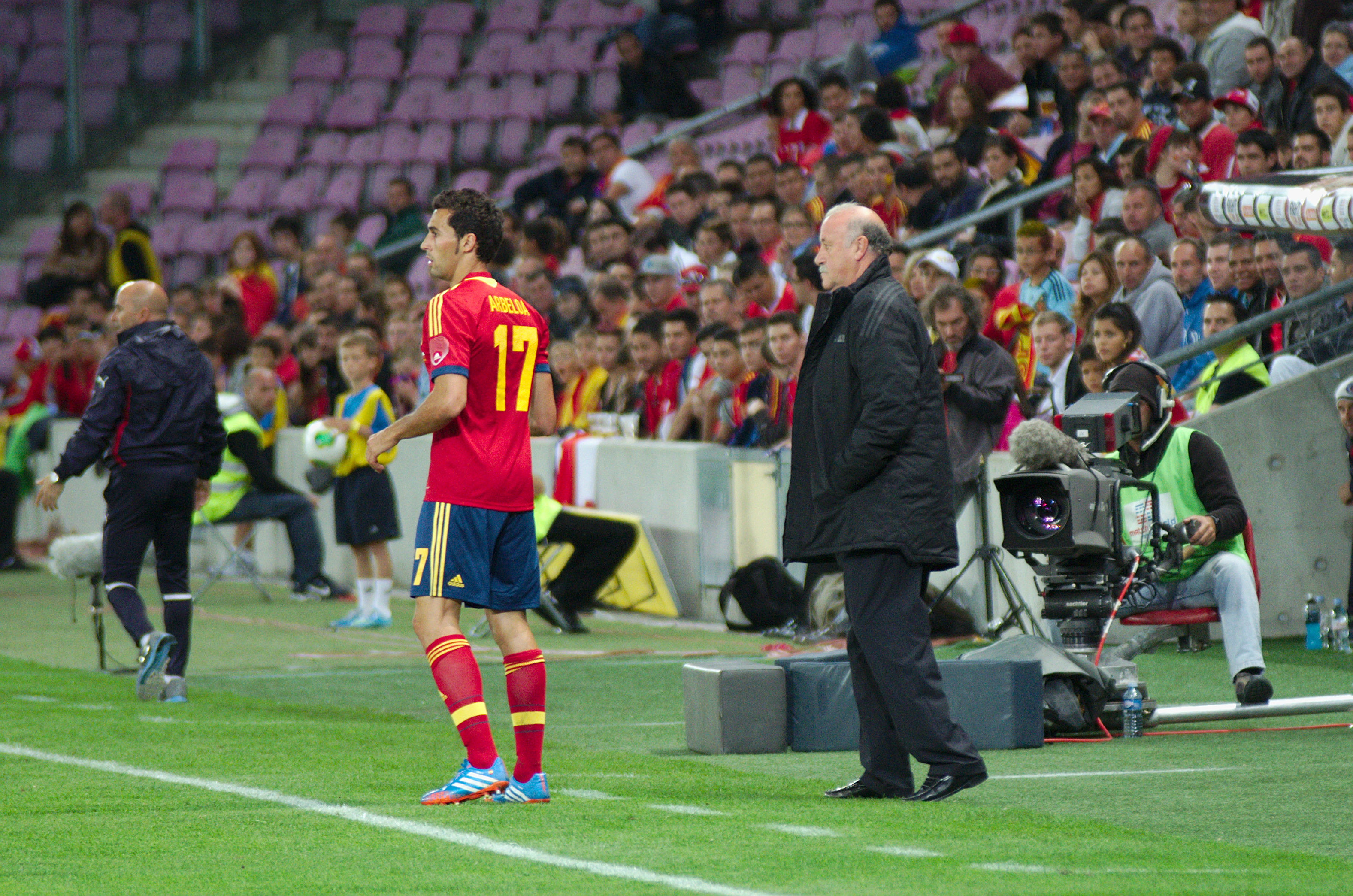
Del Bosque en septembre 2013 sur le banc de la Roja.

En avril 2013, Vicente del Bosque annonce qu'il mettra un terme à ses fonctions de sélectionneur de l'équipe d'Espagne au terme de la Coupe du monde 2014. Lors de la Coupe des confédérations 2013, le Brésil prend l’Espagne à son propre jeu en terme de pressing et d’efficacité (3-0) en finale. Del Bosque revient sur sa décision et annonce en novembre 2013 qu'il prolonge son contrat jusqu'en 2016.
Au Mondial 2014, la Roja débarque avec le statut de favori, première invaincue de son groupe de qualifications et solide en matches de préparation. En phase de groupes, sans Thiago Alcantara ni Xabi Alonso, l’Espagne connaît une défaite sans appel 5-1 face au Pays-Bas (après avoir mené 1-0) en revanche de la finale précédente. Suivent une défaite 2-0 face au Chili, et une victoire 3-0 face à l’Australie déjà éliminée, comme l'Espagne. Il est reproché au sélectionneur son obstination à rester fidèle aux même joueurs et la présence de plusieurs joueurs vieillissants comme les attaquants David Villa ou Fernando Torres. Vicente Del Bosque confirme après la compétition qu’il poursuit sa mission de sélectionneur jusqu’au terme de son contrat, en 2016, et déclare : « J’étais en contact avec la Fédération (...) et ils ont plus porté attention aux six années passées qu’à deux mauvais matchs. Ils ont apprécié mon travail et nous allons continuer ensemble »,.
Le 14 juin 2015 face à la Biélorussie, il dirige l'équipe d'Espagne pour la 100e fois.
Commencé par une victoire sur le Danemark (3-0), Vicente del Bosque annonce sa démission au poste de sélectionneur de l'équipe d'Espagne le 30 juin 2016 à la suite de l'élimination en huitième de finale de l'Euro 2016 face à l'Italie (0-2),. Sa principale erreur, d'après ses détracteurs, est d'avoir maintenu sans succès l'ossature de 2012, sans vraiment donner leur chance aux nouvelles générations, régulièrement sacrées dans les catégories de jeunes. Pour autant, il titularise David de Gea dans les buts en rétrogradant Iker Casillas de capitaine à celui de remplaçant. Del Bosque déclare après la compétition : « Le seul à qui je n'ai pas envoyé de message au sujet de mon départ, c'est Iker Casillas, a affirmé Del Bosque. Il s'est mal comporté avec moi et avec mon staff. Il était en colère contre nous. Il a pensé que nous avions fait le mauvais choix. (...) Il a été parfait avec ses coéquipiers. Nous devons être fiers d'un joueur qui a 167 sélections, je ne crois pas que 3 ou 4 matches terniront son bilan. Il ne m'a pas déçu, j'ai une grande estime de lui. Je le connais depuis qu'il a neuf ans ». Julen Lopetegui prend sa succession.
Il fait débuter un total de 69 joueurs avec l'Espagne, ce qui est un record.
En avril 2024, le gouvernement espagnol nomme Vicente Del Bosque à la tête d'un nouveau comité chargé de superviser la Fédération espagnole de football, suite à des mois de scandales, y compris une enquête sur la corruption et la démission de son président, Luis Rubiales.

## Style de jeu

### Milieu offensif
Comme joueur, Vicente del Bosque évolue comme attaquant puis milieu de terrain. En 2003, l'ancien gardien Mariano Garcia Remon se souvient « A l'époque, c'était déjà une personnalité sur laquelle on pouvait compter pour résoudre les problèmes ». Ce milieu défensif est décrit comme préférer donner une bonne passe que marquer un but.
Del Bosque est décrit sur le site du Real Madrid CF comme un milieu de terrain à vocation offensive particulièrement doué pour organiser le jeu de son équipe.

### Entraîneur responsabilisant
En arrivant au Real Madrid, Vincente fait évoluer sa tactique en offrant davantage de liberté aux latéraux Michel Salgado et à Roberto Carlos, au milieu Fernando Redondo et à l'attaquant Raúl, tout en passant à trois défenseurs centraux expérimentés. Les stars Raul, Luis Figo, Zidane ou Roberto Carlos se meuvent à leur aise et l'entraîneur adapte le dispositif tactique en fonction de leurs spécificités. En 2001, l'arrivée de Zidane fait passer son Real en 4-1-3-2 avec une formation en losange au milieu du terrain, Makélélé comme pivot unique, Figo et Santiago Solari sur les ailes, tandis que Zidane se tenait à la pointe du losange en soutien des deux attaquants Raúl et Morientes. Le brésilien Ronaldo, arrivé ensuite, se souvient en 2012 : « L'entraîneur qui me comprenait le mieux ? Vicente del Bosque, car il était très simple. Tous les joueurs l'aimaient car il faisait les choses dans l'ordre, sans créer de tensions inutiles. Ses causeries duraient trois à quatre minutes ».
Lors de son passage à la tête de la sélection espagnole, la tactique de del Bosque n'est pas modifiée : 4-3-3 et possession du ballon. Avec son fidèle adjoint Toni Grande, il poursuit l’œuvre collective du jeu espagnol, fondé, comme au FC Barcelone, sur les joueurs techniques de petit gabarit et la répétition des passes courtes (toque). Après le sacre mondial en 2010, Javier Gomez, spécialiste du foot ibérique sur Canal+, explique : « Il a su faire de cette équipe un véritable groupe, il s'est adapté aux joueurs sans bousculer le système. Del Bosque a imposé sa patte tout doucement, sans que l'on s'en aperçoive : c'est la force de ce coach à l'ancienne, qui se montre peu et que les Espagnols adorent ». À l'Euro 2012, l'Espagne de Vicente del Bosque évolue parfois sans attaquant de métier, titularisant Cesc Fabregas à la pointe de l'attaque ibérique. Sans renier une philosophie de jeu découlant de l'ultra offensif FC Barcelone, le sélectionneur ibérique met en place un système alliant étanchéité défensive et efficacité devant la cage adverse. Iker Casillas, son gardien au Réal puis capitaine en sélection, se souvient : « Il m'a appris à vivre avec la victoire, a résumé un jour . Il a gardé le même calme durant les moments durs et les jours de gloire, lorsque nous brandissions notre trophée. Le respect et la normalité, voilà ce qui le définit jour après jour ».

## Statistiques

### Comme joueur de club
Comme joueur du Real Madrid, Vicente del Bosque compte 400 apparitions en Liga pour 30 buts inscrits. Il dispute 42 rencontres de Coupe d'Europe, toutes avec le Real.
| Saison                | Club                  | Championnat           | Championnat | Championnat | Coupe(s) nationale(s) | Coupe(s) nationale(s) | Compétition(s) continentale(s) | Compétition(s) continentale(s) | Compétition(s) continentale(s) | Espagne | Espagne | Total | Total |
| Saison                | Club                  | Division              | M.          | B.          | M.                    | B.                    | Comp.                          | M.                             | B.                             | M.      | B.      | M.    | B.    |
| 1968-1969             | UD Salamanca          | D3                    | -           | 17          | -                     | -                     | -                              | -                              | -                              | -       | -       | 0     | 17    |
| 1969-1970             | AD Plus Ultra         | D3                    | 11          | 5           | -                     | -                     | -                              | -                              | -                              | -       | -       | 11    | 5     |
| 1970-1971             | CD Castellón (prêt)   | D2                    | 13          | 4           | -                     | -                     | -                              | -                              | -                              | -       | -       | 13    | 4     |
| 1971-1972             | CD Córdoba (prêt)     | D1                    | 19          | 1           | -                     | -                     | -                              | -                              | -                              | -       | -       | 19    | 1     |
| 1972-1973             | CD Castellón (prêt)   | D1                    | 38          | 5           | -                     | -                     | -                              | -                              | -                              | -       | -       | 38    | 5     |
| 1973-1974             | Real Madrid CF        | D1                    | 16          | -           | 7                     | 5                     | C3                             | 1                              | -                              | -       | -       | 24    | 5     |
| 1974-1975             | Real Madrid CF        | D1                    | 25          | 2           | 7                     | -                     | C2                             | 4                              | -                              | 1       | -       | 37    | 2     |
| 1975-1976             | Real Madrid CF        | D1                    | 30          | 2           | 3                     | -                     | C1                             | 8                              | -                              | 4       | -       | 45    | 2     |
| 1976-1977             | Real Madrid CF        | D1                    | 25          | 1           | 1                     | -                     | C1                             | 3                              | -                              | 2       | -       | 31    | 1     |
| 1977-1978             | Real Madrid CF        | D1                    | 18          | 3           | 4                     | 1                     | -                              | -                              | -                              | -       | -       | 22    | 4     |
| 1978-1979             | Real Madrid CF        | D1                    | 30          | 2           | 9                     | -                     | C1                             | 4                              | 1                              | -       | -       | 43    | 3     |
| 1979-1980             | Real Madrid CF        | D1                    | 32          | -           | 6                     | 1                     | C1                             | 8                              | 1                              | 6       | 1       | 52    | 3     |
| 1980-1981             | Real Madrid CF        | D1                    | 29          | 2           | 3                     | -                     | C1                             | 5                              | -                              | 5       | -       | 42    | 2     |
| 1981-1982             | Real Madrid CF        | D1                    | 23          | 2           | 5                     | -                     | C3                             | 6                              | -                              | -       | -       | 34    | 2     |
| 1982-1983             | Real Madrid CF        | D1                    | 6           | -           | 8                     | 1                     | C2                             | 3                              | -                              | -       | -       | 17    | 1     |
| 1983-1984             | Real Madrid CF        | D1                    | 5           | -           | 5                     | -                     | C3                             | -                              | -                              | -       | -       | 10    | 0     |
| Sous-total            | Sous-total            | Sous-total            | 239         | 14          | 58                    | 8                     | -                              | 42                             | 2                              | 18      | 1       | 357   | 25    |
| Total sur la carrière | Total sur la carrière | Total sur la carrière | 309+        | 41+         | 58                    | 8                     | -                              | 42                             | 2                              | 18      | 1       | 427   | 52    |

### Comme joueur international
Vincente del Bosque dispute 18 rencontres internationales avec l'équipe d'Espagne.
| #  | Date             | Lieu                                   | Score | Adversaire           | Compétition                                | Note      |
| -- | ---------------- | -------------------------------------- | ----- | -------------------- | ------------------------------------------ | --------- |
| 1  | 17 avril 1975    | Madrid, Estadio Santiago Bernabéu      | 1 - 1 | Roumanie             | qualif. Euro 1976                          |           |
| 2  | 12 octobre 1975  | Barcelone, Estadi de Sarriá            | 2 - 0 | Danemark             | qualif. Euro 1976                          | 46e       |
| 3  | 16 novembre 1975 | Bucarest, Stadionul 23 August          | 2 - 2 | Roumanie             | qualif. Euro 1976                          |           |
| 4  | 24 avril 1976    | Madrid, Estadio Vicente Calderón       | 1 - 1 | Allemagne de l'Ouest | qualif. Euro 1976 - quart-de-finale aller  |           |
| 5  | 22 mai 1976      | Munich, Olympiastadion                 | 2 - 0 | Allemagne de l'Ouest | qualif. Euro 1976 - quart-de-finale retour |           |
| 6  | 10 octobre 1976  | Séville, Estadio Ramón Sánchez Pizjuán | 1 - 0 | Yougoslavie          | qualif. Coupe du monde 1978                | 28e       |
| 7  | 27 mars 1977     | Alicante, Estadio José Rico Pérez      | 1 - 1 | Hongrie              | amical                                     |           |
| 8  | 4 octobre 1978   | Zagreb, Stadion Maksimir               | 1 - 2 | Yougoslavie          | qualif. Euro 1980                          |           |
| 9  | 8 novembre 1978  | Paris, Parc des Princes                | 1 - 0 | France               | amical                                     | 46e       |
| 10 | 15 novembre 1978 | Valence, Estadio Luís Casanova         | 1 - 0 | Roumanie             | qualif. Euro 1980                          |           |
| 11 | 13 décembre 1978 | Salamanque, Stade Helmántico           | 5 - 0 | Chypre               | qualif. Euro 1980                          | , 10e     |
| 12 | 14 mars 1979     | Bratislava, Tehelné pole               | 1 - 0 | Tchécoslovaquie      | amical                                     | 46e       |
| 13 | 4 avril 1979     | Cracovie, Stadionul Central            | 2 - 2 | Roumanie             | qualif. Euro 1980                          | 59e       |
| 14 | 10 octobre 1979  | Valence, Estadio Luís Casanova         | 0 - 1 | Yougoslavie          | qualif. Euro 1980                          |           |
| 15 | 14 novembre 1979 | Cádiz, Estadio Ramón de Carranza       | 1 - 3 | Danemark             | amical                                     |           |
| 16 | 9 décembre 1979  | Limassol, Tsirion Athletic Center      | 1 - 3 | Chypre               | qualif. Euro 1980                          | 72e       |
| 17 | 16 avril 1980    | Gijón, Estadio Municipal El Molinón    | 2 - 2 | Tchécoslovaquie      | amical                                     | Capitaine |
| 18 | 15 juin 1980     | Milan, Stadio Giuseppe Meazza          | 2 - 1 | Belgique             | Euro 1980 - groupe 2                       | 37e       |

| #   | Date             | Lieu                                  | Compétition                  | Résultat | Adversaire | Détail | Détail | Sél. |
| --- | ---------------- | ------------------------------------- | ---------------------------- | -------- | ---------- | ------ | ------ | ---- |
| 1er | 13 décembre 1978 | Stade Helmántico, Salamanque, Espagne | Éliminatoires de l'Euro 1980 | V 5-0    | Chypre     | 10e    | 2-0    | 11e  |

### En tant qu’entraîneur
Entre 1999 et 2003, Vicente del Bosque compte 127 victoires et 56 matchs nuls et 50 défaites avec le Real Madrid. Il devient le sixième entraîneur de l'histoire du club madrilène à passer le cap des 1 000 jours sur le banc de touche[Quoi ?],. Avec 153 matchs dirigés au Real, del Bosque est le deuxième plus capé des entraîneurs madrilènes loin derrière Miguel Muñoz (417 rencontres).  
Del Bosque dirige l'équipe d'Espagne à 114 reprises. Il connaît 87 victoires, dix égalités et 17 défaites, soit 80.70% de succès, pour 254 buts inscrits et 79 encaissés. 

## Palmarès

### En tant que joueur
Vincente Del Bosque remporte, sous les couleurs du Real Madrid, cinq championnats d'Espagne (1975, 1976, 1978, 1979 et 1980) et quatre coupes d'Espagne (1974, 1975, 1980 et 1982).
- Real Madrid :
  - Championnat d'Espagne (5 titres) : 1975, 1976, 1978, 1979 et 1980
  - Coupe d'Espagne (4 titres) : 1974, 1975, 1980 et 1982
  - Finaliste de la Coupe d'Europe des Clubs Champions 1981

### En tant qu'entraîneur
Vincente Del Bosque est principalement connu pour avoir remporté la Coupe du monde et l'Euro en tant que sélectionneur de l'équipe d'Espagne, ainsi que la Ligue des champions avec le Real Madrid.
Durant ses quatre ans à la tête du Real, Del Bosque mène le club à l'une de ses périodes les plus victorieuses : il remporte deux Ligues des champions (2000 et 2002), deux championnats d'Espagne (2001 et 2003), une Supercoupe de l'UEFA (2002), une Coupe intercontinentale (2002) et une Supercoupe d'Espagne (2001). Son équipe atteint chaque année au moins les demi-finales de la plus prestigieuse des compétitions européennes.
- Real Madrid :

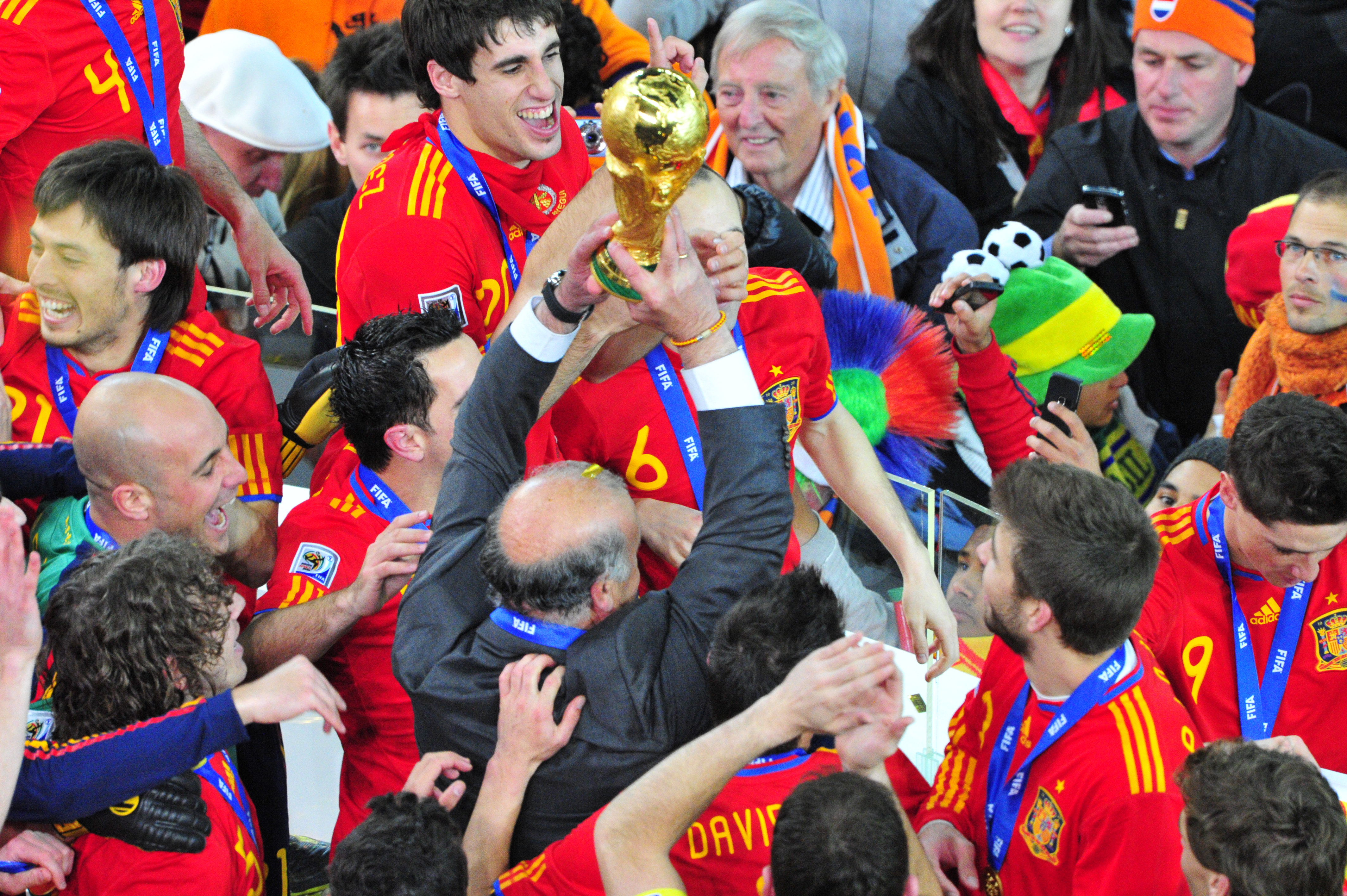
Del Bosque tenant le trophée de la Coupe du monde en 2010.

  - Ligue des champions (2) : 2000, 2002
  - Coupe intercontinentale (1) : 2002
  - Supercoupe de l'UEFA (1) : 2002
  - Championnat d'Espagne (2) : 2001, 2003
  - Supercoupe d'Espagne (1) : 2001
- Équipe d'Espagne :
  - Vainqueur de la Coupe du monde (1) : 2010
  - Vainqueur du Championnat d'Europe (1) : 2012
  - 3e de la Coupe des confédérations : 2009
  - Finaliste de la Coupe des confédérations : 2013

### Distinctions personnelles et records

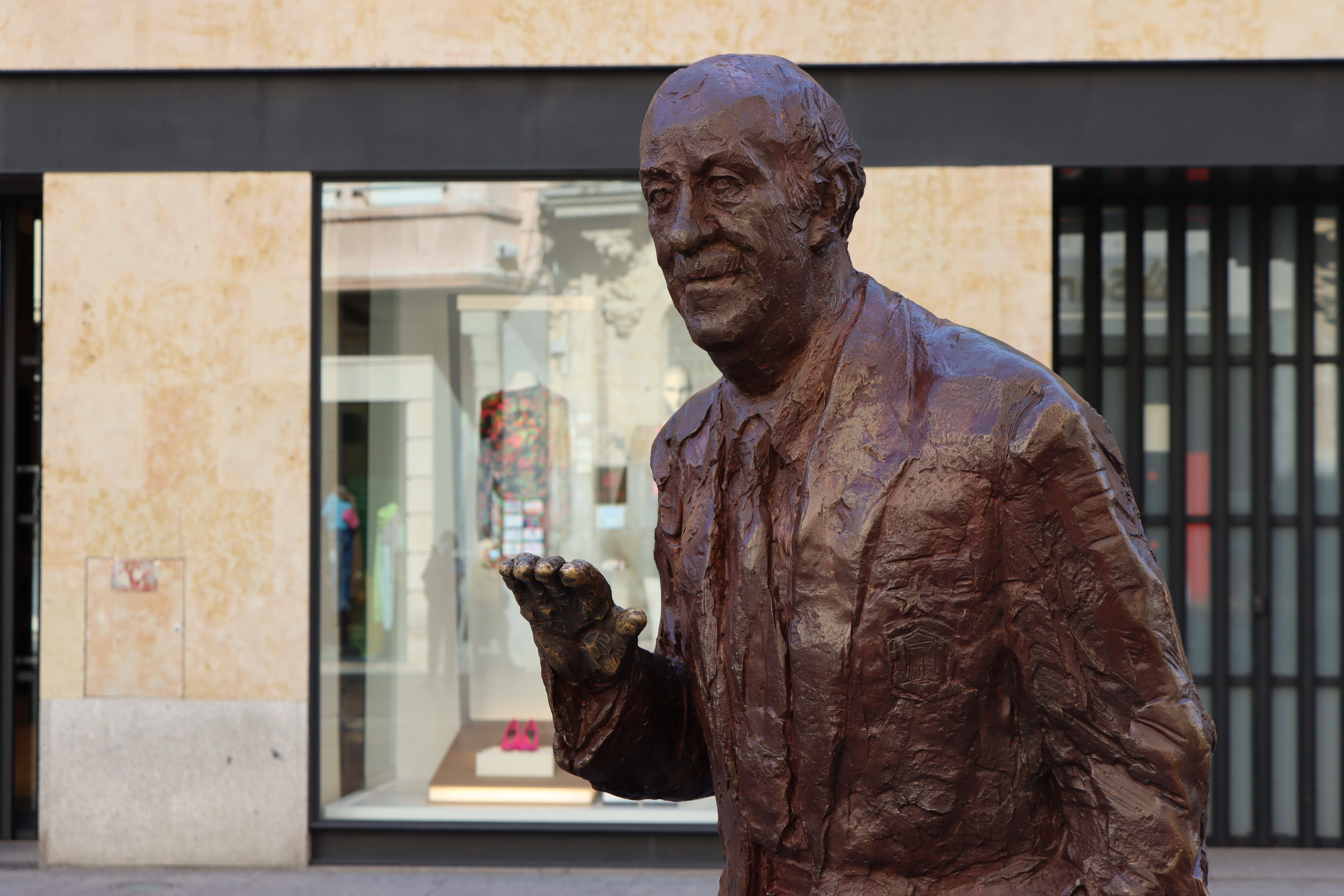
Monument en hommage à Vicente del Bosque, à Salamanque.

En février 2011, Vicente del Bosque est anobli par le roi d'Espagne Juan Carlos Ier au rang de marquis,.
Il entraîne la sélection espagnole de juillet 2008 à juillet 2016 et lui fait remporter la Coupe du monde 2010 puis le Championnat d'Europe 2012 devenant ainsi le deuxième entraîneur de l'histoire du football à remporter simultanément les tournois planétaire et continental après Helmut Schön. Il est le seul coach à remporter la Champions League, la Coupe du Monde et l’Euro.
Vincente del Bosque est nommé Entraîneur de club de l'année en 2002 puis élu Entraîneur mondial de l'année par la FIFA en 2012, après avoir terminé deuxième en 2010.
- 11e meilleur entraîneur de tous les temps par ESPN: 2013[43]
- 13e meilleur entraîneur de tous les temps par World Soccer: 2013[44],[45]
- 33e meilleur entraîneur de tous les temps par France Football: 2019[46],[47],[48]